# La calesita
 (juillet 2025).
Pour plus de détails, voir Fiche technique et Distribution.
La calesita est un film d'animation de court métrage américano-argentin réalisé par Augusto Schillaci et sorti en 2021.

## Fiche technique
- Titre anglais : La calesita
- Réalisation : Augusto Schillaci
- Scénario :
- Animation :
- Musique :
- Son :
- Montage :
- Production :
- Sociétés de production : Reel FX Animation
- Sociétés de distribution : Reel FX Animation
- Pays d'origine :  Argentine et  États-Unis
- Langue originale : espagnol
- Format : couleur
- Genre : animation
- Durée : 9 minutes 37 secondes
- Dates de sortie :
  - France : 13 juin 2022 (Annecy)

## Distinctions
- 2022 : Prix du jury junior pour un court métrage au festival international du film d'animation d'Annecy